# Keith Woodall
Keith Eugene Woodall (* 4. August 1926 in Elmira, Ontario; † 17. Mai 1981 in Halifax, Nova Scotia) war ein kanadischer Eishockeytorwart.  

## Karriere
Keith Woodall begann seine Karriere als Eishockeyspieler in der Juniorenmannschaft Kitchener Greenshirts, für die er von 1944 bis 1946 aktiv war. Anschließend spielte er je ein Jahr lang in der Senior Ontario Hockey League für die Owen Sound Mohawks und Kitchener-Waterloo Dutchmen. In der Saison 1948/49 stand der Torwart bei den Edmonton Flyers zwischen den Pfosten. In der Saison 1949/50 spielte er für Streatham in der British National League. Nach seiner Rückkehr nach Kanada lief er zunächst ein Jahr lang für die Glace Bay Miners in der Cape Breton Major Hockey League auf, ehe er ebenso lang bei den Brantford Redmen in Ontario verbrachte. Von 1952 bis 1956 spielte er erneut für die Kitchener-Waterloo Dutchmen, mit denen er 1953 und 1955 jeweils den Allan Cup, den kanadischen Amateurmeistertitel, gewann. Zudem repräsentierte er Kanada mit den Dutchmen bei den Olympischen Winterspielen 1956. Im Anschluss an das Turnier beendete er seine Karriere im Alter von 30 Jahren. 

### International
Für Kanada nahm Woodall an den Olympischen Winterspielen 1956 in Cortina d’Ampezzo teil, bei denen er mit seiner Mannschaft die Bronzemedaille gewann.

## Erfolge und Auszeichnungen
- 1953 Allan-Cup-Gewinn mit den Kitchener-Waterloo Dutchmen
- 1955 Allan-Cup-Gewinn mit den Kitchener-Waterloo Dutchmen

### International
- 1956 Bronzemedaille bei den Olympischen Winterspielen